# تيمم

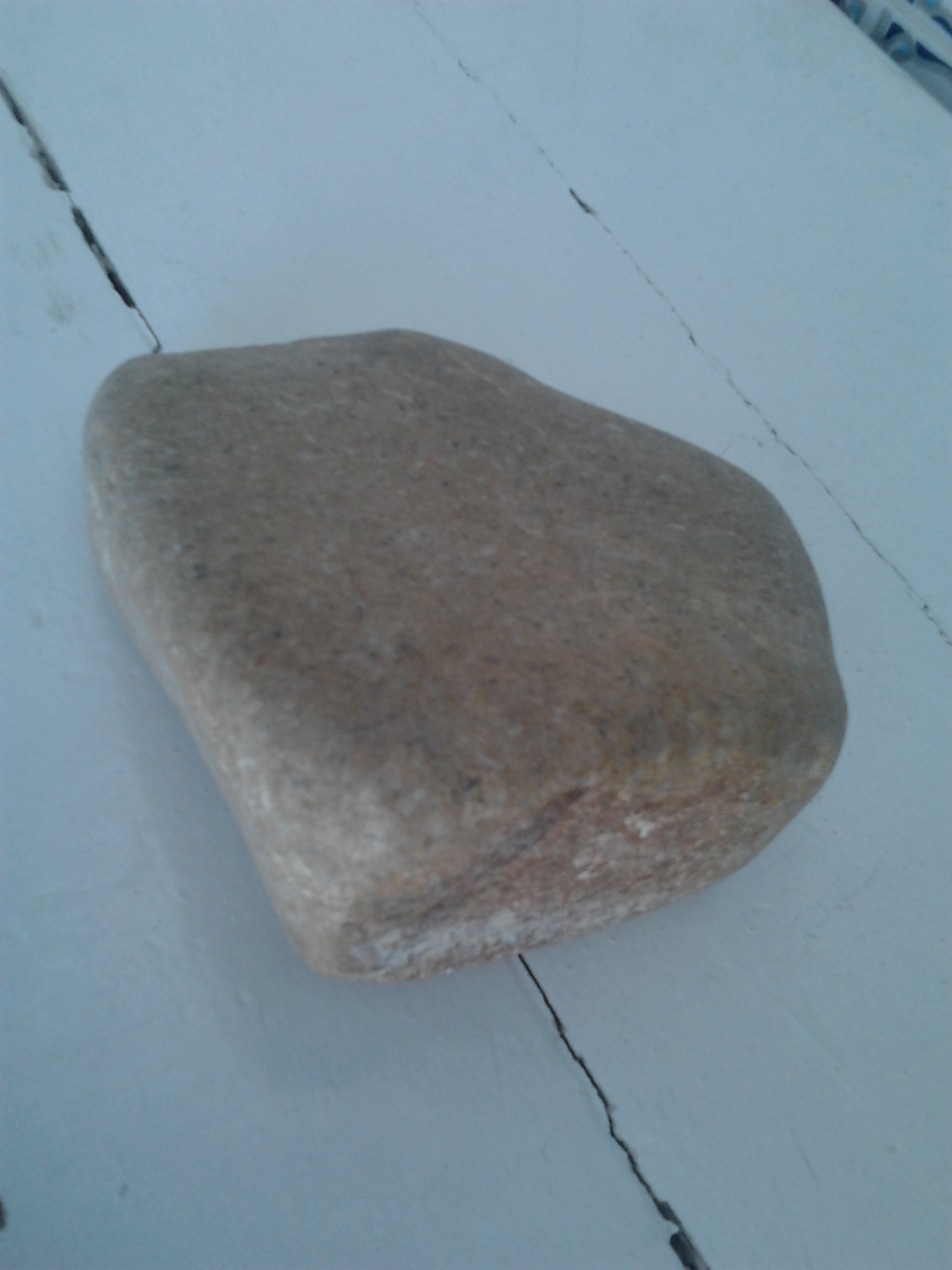
حجر للتيمم

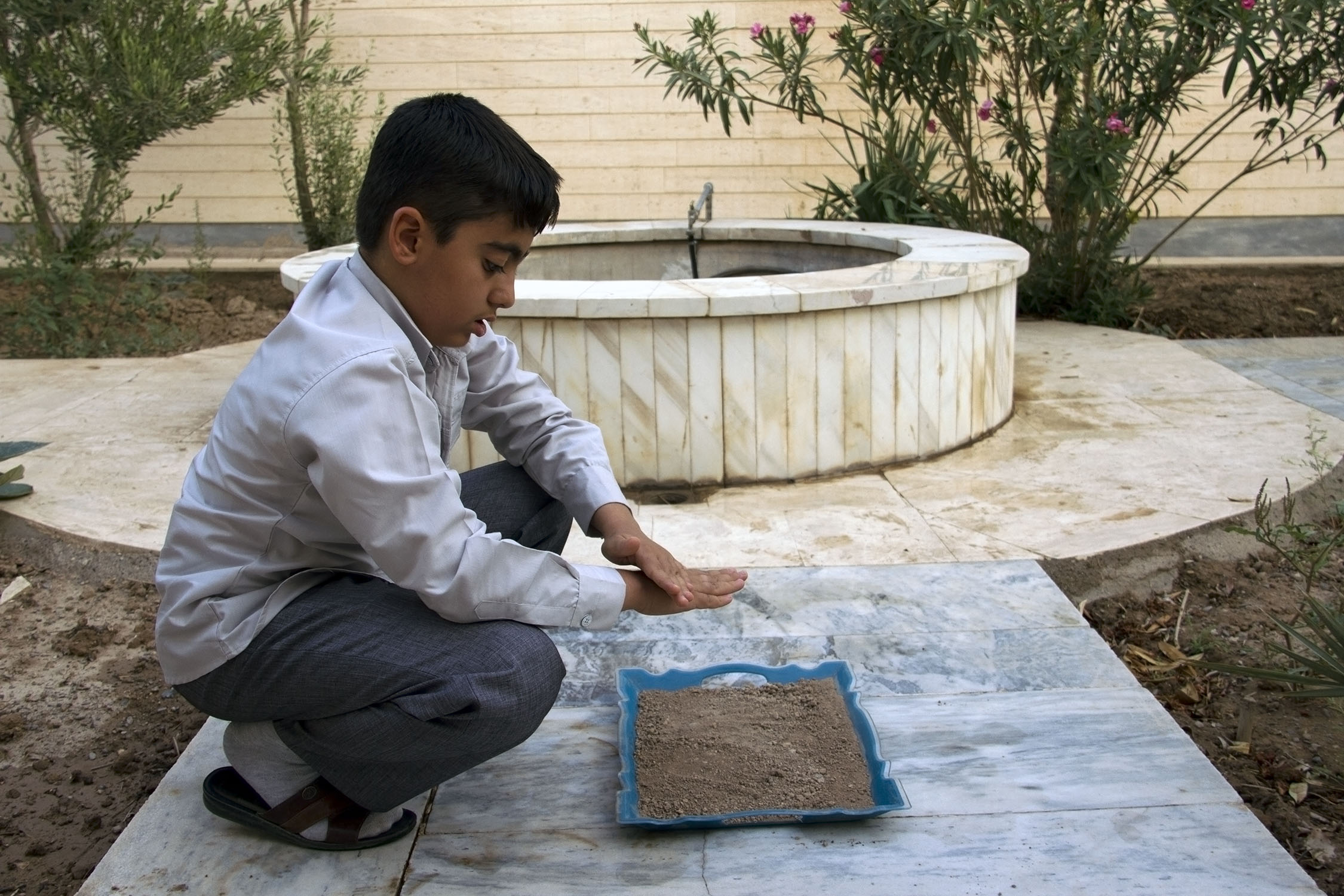

التيمم هو نوع من الطهارة ضمن فقه العبادات في الإسلام وهو بديل عن الوضوء أو عن الغسل في حال عدم وجود الماء أو تعذر استخدامه بسبب مرض أو غير ذلك من الأسباب.

## تعريف
- لغةً: القصد، التعمد، التوخي.[1]
- اصطلاحاً:هو مسح الوجه واليدين بالتراب، وهو بديل عن الوضوء عند عدم وجود الماء أو تعذر استعماله من مرض أو نحوه.[2]
- شرعاً: معناه مسح الوجه واليدين، بنية استباحة الصلاة،وهو ثابت في الكتاب والسنة.

## أدلة التيمم

### من القرآن الكريم
- قول الله تعالى في سورة النساء ﴿يَا أَيُّهَا الَّذِينَ آمَنُوا لَا تَقْرَبُوا الصَّلَاةَ وَأَنْتُمْ سُكَارَى حَتَّى تَعْلَمُوا مَا تَقُولُونَ وَلَا جُنُبًا إِلَّا عَابِرِي سَبِيلٍ حَتَّى تَغْتَسِلُوا وَإِنْ كُنْتُمْ مَرْضَى أَوْ عَلَى سَفَرٍ أَوْ جَاءَ أَحَدٌ مِنْكُمْ مِنَ الْغَائِطِ أَوْ لَامَسْتُمُ النِّسَاءَ فَلَمْ تَجِدُوا مَاءً فَتَيَمَّمُوا صَعِيدًا طَيِّبًا فَامْسَحُوا بِوُجُوهِكُمْ وَأَيْدِيكُمْ إِنَّ اللَّهَ كَانَ عَفُوًّا غَفُورًا ۝٤٣﴾ [النساء:43]
- قول الله تعالى في سورة المائدة ﴿يَا أَيُّهَا الَّذِينَ آمَنُوا إِذَا قُمْتُمْ إِلَى الصَّلَاةِ فَاغْسِلُوا وُجُوهَكُمْ وَأَيْدِيَكُمْ إِلَى الْمَرَافِقِ وَامْسَحُوا بِرُءُوسِكُمْ وَأَرْجُلَكُمْ إِلَى الْكَعْبَيْنِ وَإِنْ كُنْتُمْ جُنُبًا فَاطَّهَّرُوا وَإِنْ كُنْتُمْ مَرْضَى أَوْ عَلَى سَفَرٍ أَوْ جَاءَ أَحَدٌ مِنْكُمْ مِنَ الْغَائِطِ أَوْ لَامَسْتُمُ النِّسَاءَ فَلَمْ تَجِدُوا مَاءً فَتَيَمَّمُوا صَعِيدًا طَيِّبًا فَامْسَحُوا بِوُجُوهِكُمْ وَأَيْدِيكُمْ مِنْهُ مَا يُرِيدُ اللَّهُ لِيَجْعَلَ عَلَيْكُمْ مِنْ حَرَجٍ وَلَكِنْ يُرِيدُ لِيُطَهِّرَكُمْ وَلِيُتِمَّ نِعْمَتَهُ عَلَيْكُمْ لَعَلَّكُمْ تَشْكُرُونَ ۝٦﴾ [المائدة:6][3][4]

### من السنة النبوية
- الحديث الذي أورده مالك، عن عبد الرحمن بن القاسم، عن أبيه، عن عائشة أم المؤمنين أنها قالت: خرجنا مع رسول الله - ﷺ - في بعض أسفاره حتى إذا كنا بالبيداء، أو بذات الجيش، انقطع عقد لي. فأقام رسول الله - ﷺ - على التماسه وأقام الناس معه. وليسوا على ماء. وليس معهم ماء. فأتى الناس إلى أبي بكر الصديق، فقالوا: ألا ترى ما صنعت عائشة ؟ أقامت برسول الله - ﷺ - وبالناس وليسوا على ماء. وليس معهم ماء. قالت عائشة: فجاء أبو بكر ورسول الله - ﷺ - واضع رأسه على فخذي، قد نام. فقال: حبست رسول الله - ﷺ - والناس وليسوا على ماء. وليس معهم ماء. وقالت عائشة: فعاتبني أبو بكر، فقال ما شاء الله أن يقول. وجعل يطعن بيده في خاصرتي، فلا يمنعني من التحرك إلا مكان رأس رسول الله - ﷺ - على فخذي، فنام رسول الله - ﷺ - حتى أصبح على غير ماء. فأنزل الله تبارك وتعالى آية التيمم. فتيمموا. فقال أسيد بن حضير: ما هي بأول بركتكم يا آل أبي بكر. قالت: فبعثنا البعير الذي كنت عليه، فوجدنا العقد تحته.[5][6]

- وعن عمار بن ياسر رضي الله عنهما قال: ( بعثني النبي ﷺ في حاجة، فأجنبت، فلم أجد الماء، فتمرغت في الصعيد كما تمرغ الدابة، ثم أتيت النبي ﷺ فذكرت ذلك له، فقال: إنما كان يكفيك أن تقول بيديك هكذا، ثم ضرب بيديه الأرض ضربة واحدة، ثم مسح الشمال على اليمين وظاهر كفيه ووجهه ) متفق عليه، واللفظ لـ مسلم.
- في رواية للبخاري: ( وضرب بكفيه الأرض، ونفخ فيهما، ثم مسح بهما وجهه وكفيه ).

## الأسباب المبيحة للتيمم
يباح التيمم للمحدث حدثا أصغر أو أكبر، إذا وجد سببا من الأسباب الآتية:
- إذا لم يجد الشخص الماء.
- إذا كان به مرض أو جرح، وخاف استعمال الماء لزيادة المرض.
- إذا كانت المياه تكفي فقط للشرب.
- إذا كانت المياه المتوفرة نجسة.
- خوف خروج وقت الصلاة (تعذر الاغتسال مع وجود الماء ولكن إذا تم خرج وقت الصلاة).

## كيفية التيمم
التيمم الصحيح مثل ما قال الله عز وجل: {وَإِنْ كُنْتُمْ مَرْضَى أَوْ عَلَى سَفَرٍ أَوْ جَاءَ أَحَدٌ مِنْكُمْ مِنَ الْغَائِطِ أَوْ لامَسْتُمُ النِّسَاءَ فَلَمْ تَجِدُوا مَاءً فَتَيَمَّمُوا صَعِيداً طَيِّباً فَامْسَحُوا بِوُجُوهِكُمْ وَأَيْدِيكُمْ مِنْهُ}، فالمشروع: ضربة واحدة للوجه والكفين.
وصفة ذلك: أنه يضرب التراب بيديه ضربة واحدة، ثم يمسح بهما وجهه وكفيه ، كما في الصحيحين، أن النبي قال لعمار بن ياسر رضي الله عنه: «إنما يكفيك أن تقول بيديك هكذا» ثم ضرب بيديه الأرض، ومسح بهما وجهه وكفيه.

## الصعيد الذي يتيمم به
أجمع أهل اللغة، على أن الصعيد هو وجه الأرض فيباح التيمم بالتراب الطاهر وكل ما كان من جنس الأرض، كالرمل والحجر والحصى.

## مبطلاته
- كل ما يبطل الوضوء
- وجود الماء إن تيمَّم لفقده.

## الحكمة من التيمم
الحكمة من التيمم هي أن الإنسان خلق من تراب والتراب يعد طاهراً (ليس كل التراب، فقط الخالي من الأوساخ) نسبة إلى خلق الإنسان منه.